# Phà Cổ Chiên
Phà Cổ Chiên là một tuyến phà nằm trên quốc lộ 60, nối hai bờ tỉnh Vĩnh Long, với bờ phía bắc đặt tại xã Thành Thới và bờ phía nam đặt tại xã Nhị Long. Bến phà cách phường Bến Tre khoảng 24 km, cách xã Mỏ Cày khoảng 12 km, và cách phường Trà Vinh khoảng 12 km.
Bến phà Cổ Chiên từng tồn tại trước năm 1975, sau đó ngừng hoạt động. Từ đầu năm 2002 bến phà được xây dựng lại và khánh thành vào ngày 25 tháng 2 năm 2008. Đây là bến phà quy mô bán vĩnh cửu, tiêu chuẩn bến phà cấp 4, hoạt động 24/24, thủy trình vượt sông Cổ Chiên dài 2,6 km, thời gian qua sông không quá 15 phút. Giai đoạn đầu có 3 phà hoạt động gồm 1 phà 60 tấn và 2 phà 25 tấn.. Vốn đầu tư xây dựng bến phà lúc đầu dự kiến là 32,2 tỷ đồng; sau đó vào tháng 11 năm 2006 được nâng lên thành 44,2 tỷ đồng.
Ngày 12 tháng 10 năm 2007 đã có đợt khảo sát xây dựng cầu Cổ Chiên với đoàn tư vấn của Nhật Bản.
Ngoài ra còn có tuyến phà nhỏ Đò Ngang, nối xã Hương Mỹ đến phường Long Đức. Bờ phía bắc cách Quốc lộ 60 về phía đông khoảng 8 km đường đất giao thông nông thôn.
Đi về thượng lưu khoảng 39 km, cũng có bến phà Đình Khao băng qua sông Cổ Chiên.
Ngày 16 tháng 5 năm 2015, bến phà chính thức ngừng hoạt động và giải thể sau khi cầu Cổ Chiên được khánh thành.